# 普陀岩
普陀岩，位于中国广东省潮州市饶平县所城镇，为饶平县文物保护单位，类型为古建筑，公布时间为1988年10月。
普陀岩的历史年代为明代。